# Oosterzele

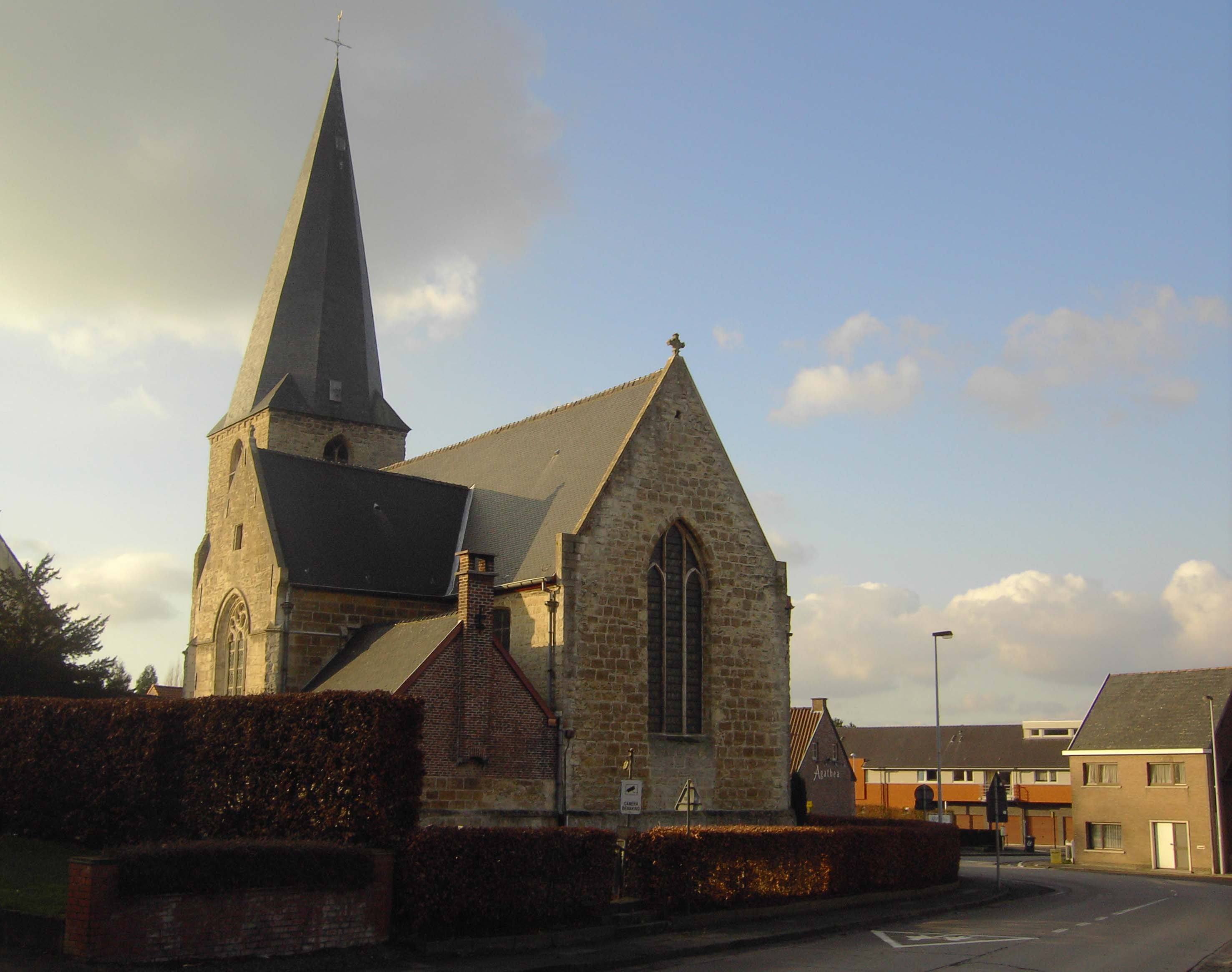
Kirche in der Teilgemeinde Landskouter

Oosterzele ist eine belgische Gemeinde in der Region Flandern mit 14.062 Einwohnern (Stand 1. Januar 2024).
Die Gemeinde besteht aus dem Hauptort und den Ortsteilen Balegem, Gijzenzele, Landskouter, Moortsele und Scheldewindeke. 

Die Gemeinde liegt 8 Kilometer (km) nördlich von Zottegem, 12 km südsüdwestlich von Gent, 17 km westlich von Aalst und gut 40 km westnordwestlich von Brüssel.
Oosterzele besitzt einen Regionalbahnhof an der Bahnlinie Gent-Oosterzele-Zottegem-Geraardsbergen; vier Gemeindeteile entlang der Linie haben Zugang zu einem Bahnhof (Bahnhöfe in Landskouter, Moortsele, Scheldewindeke und Balegem, wo es gleich zwei Bahnhöfe gibt: Balegem Dorf und Balegem Süd).

## Geografie
Osterzele grenzt an folgende (Teil-)Gemeinden:
a. Wetteren, b. Westrem (Wetteren), c. Bavegem (Sint-Lievens-Houtem), d. Letterhoutem (Sint-Lievens-Houtem), e. Sint-Lievens-Houtem, f. Elene (Zottegem), g. Velzeke-Ruddershove (Zottegem), h. Dikkelvenne (Gavere), i. Baaigem (Gavere), j. Munte (Merelbeke), k. Bottelare (Merelbeke), l. Lemberge (Merelbeke), m. Gontrode (Melle), n. Melle,

### Gemeindegliederung
Oosterzele besteht auf insgesamt sechs Teilgemeinden, die sich nach Größe in zwei Gruppen unterteilen lassen. Im Norden die kleineren Teilgemeinden Gijzenzele, Landskouter und Moortsele, sowie im Süden das größere Balegem, Scheldewindeke und das eigentliche Oosterzele. Darüber hinaus gibt es noch eine größere Anzahl an Flecken/Siedlungskernen verteilt über das ganze Gemeindegebiet. In alphabetischer Reihenfolge sind diese Anker, Heet, Houw, Kalle, Langemunte, Meerstraat, Smissenbroek, Steenberg und Walzegem.
| #   | Naam           | Oppervlakte (km²) |
| --- | -------------- | ----------------- |
| I   | Oosterzele     | 11,76             |
| II  | Balegem        | 12,02             |
| III | Scheldewindeke | 11,84             |
| IV  | Moortsele      | 3,64              |
| V   | Landskouter    | 1,96              |
| VI  | Gijzenzele     | 1,87              |

Opm:Cijfers zijn van XX/XX/20XX

## Töchter und Söhne der Gemeinde
- Frans Van De Velde (1909–2002), Missionar
- Gustaaf Joos (1923–2004), Kardinal
- Gerard Vekeman (* 1933), Dichter
- André de Witte (1944–2021), Bischof, geboren in Scheldewindeke
- Jan Van De Wiele (* 1948), Radrennfahrer, geboren in Scheldewindeke
- Johan Van Hecke (* 1954), Politiker
- Walter Muls (* 1961), Politiker
- Els De Temmerman (* 1962), Journalistin, Aktivistin
- Tom De Sutter (* 1985), Fußballer

## Weblink
- Offizielle Homepage der Gemeinde (niederländisch)